# 클로닉스
클로닉스(CLONIX)는 대한민국의 소프트웨어 및 하드웨어 개발 회사이다. 2004년에 설립하여 시스템 백업/복원/복제 관련 분야 기술 개발로 시스템 백업/복원 솔루션, 디스크 복제/삭제 시스템, 디지털 포렌식 솔루션 등 다양한 제품군을 개발하여 출시하였다. 최근에는 안티랜섬웨어 소프트웨어, 데이터 영구삭제 등 보안 솔루션 제품군을 개발하였다. 2017년에는 클로닉스에 SPIN-OFF 한 스타트업 회사 코튼캔디(CottonCandy)를 설립하여 원격 디바이스 관리 플랫폼을 개발 출시하였다.

## 회사 연혁
- 2004. 11 (주)클로닉스 설립
- 2005. 01 시스템 백업/복원 소프트웨어 WinClon 2.0 출시
- 2007. 06 삼성복원솔루션 II 개발
- 2008. 04 디스크 복제/삭제기 DiskClon 개발 및 제품 출시
- 2009. 04 기업부설연구소 설립
- 2011. 08 벤처기업 등록
- 2012. 12 백만불 수출의 탑 수상
- 2013. 12 네트워크 방식 디스크 복제/삭제기 NetClon 개발 및 제품 출시
- 2014. 04 디지털 포렌식 솔루션 개발 및 제품 출시
- 2016. 10 경기도 유망중소기업 선정
- 2017. 05 안티랜섬웨어 소프트웨어 RansomDefender 개발 및 출시
- 2017. 07 SPIN-OFF 한 스타트업 (주)코튼캔디(CottonCandy) 설립

## 주요 제품
- 윈클론 (WinClon) : 시스템 백업/복원 솔루션
- 디스크클론 (DiskClon) : 디스크 이미징 방식 디스크 복제/삭제 시스템
- 넷클론 (NetClon) : 네트워크 연결 방식 디스크 복제/삭제 시스템
- CFS R1 디지털 포렌식 솔루션 : 프레임 단위 동영상 복구 솔루션
- 랜섬디펜더 (RansomDefender) : 안티랜섬웨어 소프트웨어

## 자회사
- 코튼캔디(CottonCandy) : 2017년 클로닉스에서 SPIN-OFF 한 스타트업 회사로 '원격 디바이스 관리 플랫폼' 캔디박스(CandyBox)를 개발 출시하였다.